# Vierakjauratj
Vierakjauratj är en sjö i Arjeplogs kommun i Lappland och ingår i Piteälvens huvudavrinningsområde. Sjön har en area på 0,114 kvadratkilometer och ligger 482,9 meter över havet. Sjön avvattnas av vattendraget Ribraurjåkkå.

## Delavrinningsområde
Vierakjauratj ingår i det delavrinningsområde (734023-161000) som SMHI kallar för Utloppet av Västra Rebraur. Medelhöjden är 536 meter över havet och ytan är 36,64 kvadratkilometer. Det finns ett avrinningsområde uppströms, och räknas det in blir den ackumulerade arean 42,4 kvadratkilometer. Ribraurjåkkå som avvattnar avrinningsområdet har biflödesordning 3, vilket innebär att vattnet flödar genom totalt 3 vattendrag innan det når havet efter 217 kilometer. Avrinningsområdet består mestadels av skog (84 procent). Avrinningsområdet har 3,42 kvadratkilometer vattenytor vilket ger det en sjöprocent på 9,3 procent.